# Diana Jorgowa (Sportschützin)
Diana Jorgowa (bulgarisch Диана Йоргова; * 11. April 1971 in Russe) ist eine ehemalige bulgarische Sportschützin.

## Erfolge
Diana Jorgowa nahm dreimal an Olympischen Spielen teil: 1992 belegte sie in Barcelona mit der Sportpistole den 29. Platz. Vier Jahre darauf zog sie in Atlanta mit 585 Punkten als Dritte der Qualifikation ins Finale ein. In diesem erzielte sie weitere 99,8 Punkte und gewann so mit insgesamt 684,8 Punkten hinter Li Duihong die Silbermedaille. Mit der Luftpistole wurde sie Zehnte. Die Olympischen Spiele 2000 in Sydney schloss sie mit der Luftpistole auf Rang 42 sowie mit der Sportpistole auf Rang 28 ab. 1994 gewann sie bei den Weltmeisterschaften in Mailand mit der Sportpistole Silber in der Mannschaftskonkurrenz.
Diana Jorgowa ist verheiratet und hat ein Kind.